# Grigorij Rodčenkov
Grigorij Rodčenkov (* 24. října 1958, Moskva) je bývalý ředitel ruské antidopingové agentury RUSADA. Jeho svědectví pomohlo rozkrýt státem organizovaný doping ruských sportovců během zimních olympijských her 2014 v Soči.
Rodčenkov je v Rusku obviněn z několika trestných činů; z obav o svůj život pobývá od roku 2015 na utajeném místě v USA.

## Život
Rodčenkov vystudoval analytickou chemii. Ředitelem ruské antidopingové laboratoře se stal v roce 2006.
V roce 2011 byl společně se svou sestrou Marinou zatčen a obviněn z ilegální distribuce drog. Pokusil se o sebevraždu, byl hospitalizován. Zatímco sestra byla odsouzena k 18měsíčnímu odnětí svobody, Rodčenkov byl obvinění zproštěn. Podle jeho názoru se tak stalo proto, aby na hrách v Soči zajistil Rusku zlaté medaile „za každou cenu“.
Vytvořil směs anabolických steroidů pro ruské sportovce a zároveň systém na výměnu vzorků jejich moči. Obojí se podle něj stalo na pokyn ministerstva sportu a Vitalije Mutka.
Po hrách v Soči a odchodu do USA však Světové antidopingové agentuře (WADA) poskytl tvrzení o státem řízeném dopingu. Agentura pak došla ke zjištění, že Rusové mj. na ZOH v Soči manipulovali se vzorky a kryli doping svých závodníků. Mezinárodní olympijský výbor pak rozhodl, že Rusové mohou na ZOH v Koreji v roce 2018 startovat jen jako neutrální sportovci.
Rodčenkov obvinil ruského prezidenta Vladimira Putina, že o systematickém používání dopingu ruskými sportovci během olympiády v Soči věděl. „Jsem více než přesvědčen, že Putin úplně věděl i o nejmenších podrobnostech od (tehdejšího ministra sportu Vitalije) Mutka,“ řekl. Jen prezident podle něj mohl dát pokyn, aby tajná služba FSB zajistila údajnou výměnu vzorků. Prezident Putin označil Rodčenkova za „zcela nedůvěryhodný zdroj informací, podvodníka a psychicky nemocného člověka“.
Rodčenkov je v Rusku obviněn z několika trestných činů. Skrývá se v USA, je zařazen do programu na ochranu svědků.

## Ve filmu
- Dokument Icarus (2017), Orwellova cena na filmovém festivalu Sundance[4]

## Ocenění
- Řád přátelství - obdržel od Vladimira Putina po skončení ZOH v Soči v roce 2014